# Nationalpark Gorce
Der Nationalpark Gorce (poln. Gorczański Park Narodowy) liegt im südlichen Teil Polens, in der Woiwodschaft Kleinpolen. Der Nationalpark umfasst den zentralen und nordöstlichen Teil des Gorce-Gebirges, welches wiederum Teil der westlichen Beskiden ist.

## Allgemein
Obwohl erste Versuche, dieses Gebiet zu schützen, bis ins Jahr 1927 zurückreichen, wurde der Nationalpark erst 1981 mit einer Größe von 23,90 km² gegründet. Im Laufe der Zeit erweiterte man das Gebiet immer wieder, bis er die gegenwärtige Ausdehnung von 70,30 km² erreichte. Zusätzlich errichtete man um den Park eine Schutzzone von 166,47 km². Die Landschaft wird dominiert von sanften, kuppelförmigen Gipfeln. Der höchste Berg des Gorce-Gebirges ist der Turbacz, der etwas außerhalb des Parks liegt. Er ist Ausgangspunkt für mehrere langgezogene Höhenrücken. Das Massiv der Gorce ist tief von Flusstälern zerschnitten. Gewässer stehen eher im Hintergrund des Nationalparks (0,18 km² der Gesamtfläche), es gibt keine Seen oder größeren Flüsse. Typisch für das Gorce-Gebirges sind die dominanten Sandsteinfelsen an den nördlichen Abhängen. Angesichts seiner Lage hat der Nationalpark viele spektakuläre Aussichtspunkte, von denen die benachbarten Bergketten gut zu sehen sind. Besonders beeindruckend sind die Aussichten auf die Tatra, Babia Góra und die Pieninen.

## Flora
Eine Besonderheit des Nationalparks sind die hier vorkommende Flora, es gibt 17 alpine und 24 subalpine Arten, die man u. a. auf den Lichtungen findet. Ungefähr 95 % der Parkfläche sind von Wäldern bewachsen. Ein bedeutender Teil davon ist älter als 100 Jahre. Die Hochwaldlichtungen sind vor allem durch Einwirkung des Menschen entstanden. Durch die Verringerung des Weidebetriebs in den Bergen haben Sträucher- und Baumpflanzen auf den Lichtungen enorm zugenommen. Infolgedessen sind viele ursprüngliche Pflanzengemeinschaften stark zurückgedrängt worden. Gegenwärtig versucht man die wertvollsten Lichtungen gesondert zu schützen.

## Fauna
Die Tierwelt des Gorce-Gebirges weist die typische Auswahl eines Beskidengebirges auf. Bergtiere sind zahlreich vertreten. Darunter über 46 Säugetierarten. Neben Luchs, Wolf, Braunbär leben hier noch in großer Zahl Hirsche, Rehe und Wildschweine. Die Vogelwelt ist reichhaltig, u. a. kommen Mäusebussard, Wespenbussard, Baumfalke, Habichte, Eulen, Spechte sowie einige Waldhühnervögel vor. Eine Seltenheit des Nationalparks sind die hier vorkommenden Vertreter der Bilche, u. a. die Haselmaus und der Siebenschläfer. Im Nationalpark gibt es auch Amphibien wie den Feuersalamander, der hier in der Nominatform vorkommt, und auch im Logo des Parks zu finden ist.